# Newzealandsk præstekrave
Newzealandsk præstekrave (Charadrius obscurus) er en vadefugl, der lever på New Zealand (Nordøen og Stewart Island).